# Nåldyna
Nåldyna (Porania stormi) är en sjöstjärneart som beskrevs av Dons 1936. Nåldyna ingår i släktet Porania och familjen kuddsjöstjärnor. Enligt den svenska rödlistan är arten starkt hotad i Sverige. Arten förekommer i Götaland. Artens livsmiljö är havet. Inga underarter finns listade i Catalogue of Life.